# Города Государства Палестина
В данный список включены города Западного берега реки Иордан и сектора Газа, находящиеся под управлением Палестинской национальной администрации, а также аннексированный Израилем Восточный Иерусалим. В 2007 году в результате конфликта ФАТХ и ХАМАС города Западного берега реки Иордан и сектора Газа де-факто находятся под раздельным управлением независимых друг от друга правительств.

## Западный берег реки Иордан

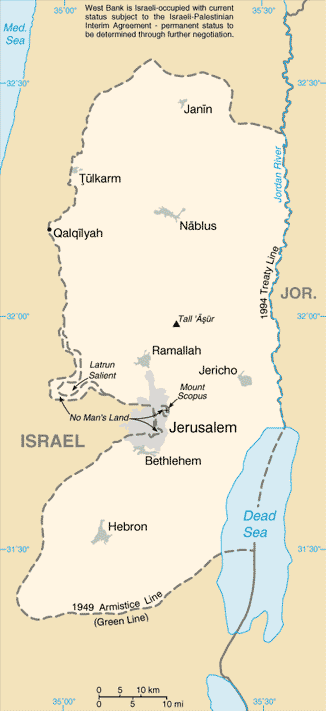
Западный берег реки Иордан

Находятся под управлением Палестинской национальной администрации.

### Столицы провинций
| Известен как        | Название по атласу  | В Библии | Население (2017) | Название на иврите   | Название на арабском |
| ------------------- | ------------------- | -------- | ---------------- | -------------------- | -------------------- |
| Восточный Иерусалим |                     |          | 281 163          | מזרח ירושלים         | القدس الشرقية        |
| Хеврон              | Эль-Халиль (Хеврон) | Хеврон   | 201 063          | חברון — Хеврон       | الخليل               |
| Наблус              | Наблус (Шхем)       | Сихем    | 156 906          | שׁכם — Шхем           | نابلس — Наблус       |
| Тулькарм            | Тулькарм            |          | 64 532           | טולכרם — Тулькарем   | طولكرم               |
| Калькилия           | Калькилия           |          | 51 683           | קלקיליה — Калкилья   | قلقيلية              |
| Дженин              | Джанин              |          | 49 908           | ג'נין — Дженин       | جنين — Джанин        |
| Рамалла             | Рамаллах            |          | 38 998           | רמאללה — Рамалла     | رام الله — Рамаллах  |
| Вифлеем             | Байт-Лахм (Вифлеем) | Вифлеем  | 28 591           | בית לחם — Бейт-Лехем | بيت لحم — Байт-Лахм  |
| Тубас               |                     |          | 21 431           | טובאס                | طوباس                |
| Иерихон             | Ариха (Иерихон)     | Иерихон  | 20 907           | יריחו — Ерихо        | أريحا — Ариха        |
| Сальфит             |                     |          | 10 911           | סלפית                | سلفيت                |

### Другие населённые пункты
Абу-Дис, Абу-Каш, Акраба, Анабта, Аната, Аттиль, Аццун, Бейт-Джала, Бейт-Сахур, Байт-Сира, Бейт-ха-Арава, Биддия, Дайр-Дибуан, Дайр-Шараф, Дайр-эль-Гусун (Дир-эль-Юсун), Дура, Идна, Кабатия, Каландия, Кибья, Майталун, Мухмаш, Сабастия (Себастия), Сиир, Силат-эд-Дахр, Таркумия, Тубас, Турмус-Айя, Факкуа, Хальхуль, Хуввара, Шувайка, Эз-Забабида, Эз-Захирия, Эль-Бира, Эль-Ямун, Эс-Саму, Ятта.

## Сектор Газа

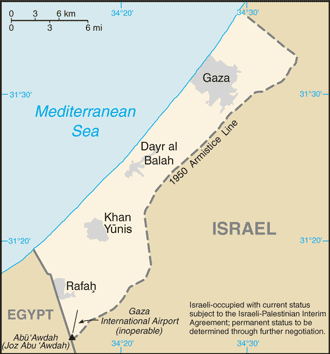
Сектор Газа

С 2007 года находятся под управлением правительства ХАМАС.

### Столицы провинций
| Известен как   | Название по атласу | В Библии | Население (2017) | Название на иврите | Название на арабском |
| -------------- | ------------------ | -------- | ---------------- | ------------------ | -------------------- |
| Газа           | Газа               |          | 590 481          | עזה — Азза         | غزة                  |
| Хан-Юнис       | Хан-Юнис           |          | 205 125          | חן יונס — Хан-Юнес | خان يونس             |
| Джебалия       | Джабалия           |          | 172 704          | ג'בליה             | جباليا               |
| Рафах          | Рафах              |          | 171 899          | רפיח — Рафиах      | رفح                  |
| Дейр-эль-Балах | Дейр-эль-Балах     |          | 75 132           | דיר אל-בלח         | دير البلح            |

### Другие населённые пункты
Абасан Аль-Джадида, Абасан-эль-Кабир, Аль-Мусаддар, Аль-Завайда, Аль-Карара, Бейт-Лахия, Бейт-Ханун, Бани-Сухейла, Бурейдж, Вади ас-Салька, Джарара, Магази, Муайджи, Нусейрат, Хирбат-Ихзаа, Хирбат-эль-Адас, Шокат ас-Суфи, Эн-Назла.